# Justin Vialaret
Justin Pierre Vialaret (Millau, 12 novembre 1883 – Marcelcave, 30 settembre 1916) è stato un calciatore francese, di ruolo centrocampista.

## Carriera

### Nazionale
Venne convocato dalla Nazionale francese B che partecipò ai Giochi olimpici del 1908, disputò l'unica partita giocata dalla sua Nazionale in quell'edizione.